# 黑島傳治
黑島傳治（1898年12月12日—1943年10月17日），日本小說家，出生於日本香川縣小豆郡（現小豆島町）的一個貧農家庭。
黑島傳治年輕時升學並不順利，靠著半工半讀才進入東京早稻田大學，但不到一年即受徵召進入軍隊，並隨軍出兵出兵西伯利亞，在軍隊擔任看護兵，後來他將這段期間的經驗寫成《盤旋的鴉群》以及《橇》等代表作，為日本文學史上極少見的戰爭文學作品。
黑島在1938年回國後從事小說寫作，以《豬群》等無產階級文學傾向的作品聞名。
1930年，黑島以濟南事件為題材，寫了描述中日關係的長篇作品《武裝的城市》，但立即遭當局禁止發行，然而正式出版已經是黑島逝世後的事了。
當時黑島傳治因肺病隱居故鄉，同時因其無產階級文學的創作而成為當局特務警察嚴密監視的對象。據說在黑島死後，其遺孀也因此將其生前遺稿燒毀。

## 作品
- 穴
- 田舎から東京を見る
- 盤旋的鴉群(渦巻ける烏の群)
- 海賊と遍路
- 砂糖泥棒
- 前哨
- 橇
- チチハルまで
- 電報
- 豬群(豚群)
- 兩分硬幣(二銭銅貨)
- 窃む女
- 農民文学の問題
- パルチザン・ウォルコフ
- 反戦文学論
- 氷河
- 武裝的城市(武装せる市街)
- 浮動する地価
- 防備隊
- まかないの棒
- 名勝地帯
- 土鼠と落盤
- 「紋」
- 雪のシベリア
- 老夫婦